# Gwendoline Christie

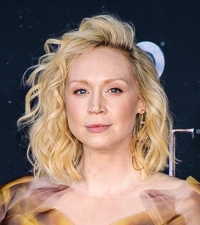
Gwendoline Christie (2019)

Gwendoline Tracey Philippa Christie (* 28. Oktober 1978 in Worthing, Sussex) ist eine britische Schauspielerin. Bekannt wurde sie durch ihre Rolle als Brienne von Tarth in der Fernsehserie Game of Thrones.

## Leben
Christie wuchs in einer kleinen Siedlung nahe der South Downs in Südengland auf. In ihrer Jugend wurde sie in professioneller Gymnastik trainiert. Allerdings konnte sie diese Tätigkeit aufgrund einer Rückenmarksverletzung später nicht fortführen und absolvierte stattdessen eine Ausbildung zur Schauspielerin. Ihren Abschluss machte sie 2005 am Drama Centre London.
Christie lebt in London.

## Karriere
Nach dem Schulabschluss wurde der Autor und Schauspieler Simon Callow Christies neuer Mentor, wodurch sie eine Karriere als Bühnendarstellerin am Theater beginnen konnte. So spielte sie unter anderem in Shakespeares Cymbeline die Rolle der Königin und 2010 in Christopher Marlowes Die tragische Historie vom Doktor Faustus den Luzifer. Im Jahre 2009 bekam sie eine kleine Rolle in Terry Gilliams Fantasyfilm Das Kabinett des Doktor Parnassus und war das erste Mal im Kino zu sehen.
Seit Juli 2011 wurde Christie in der HBO-Serie Game of Thrones für die Rolle der kämpferischen Brienne von Tarth besetzt. Dafür nahm die 1,91 m große Schauspielerin Unterricht im Reiten, Schwertkampf und Bühnenkampf. Ihr Debüt in der Serie hatte sie in der dritten Folge der zweiten Staffel am 15. April 2012 und spielte die Rolle bis zum Serienfinale 2019.
Christie übernahm die Rolle der Captain Phasma im Film Star Wars: Das Erwachen der Macht, der im Dezember 2015 Premiere hatte.

## Filmografie (Auswahl)

### Filme und Serien
- 2007: The Time Surgeon

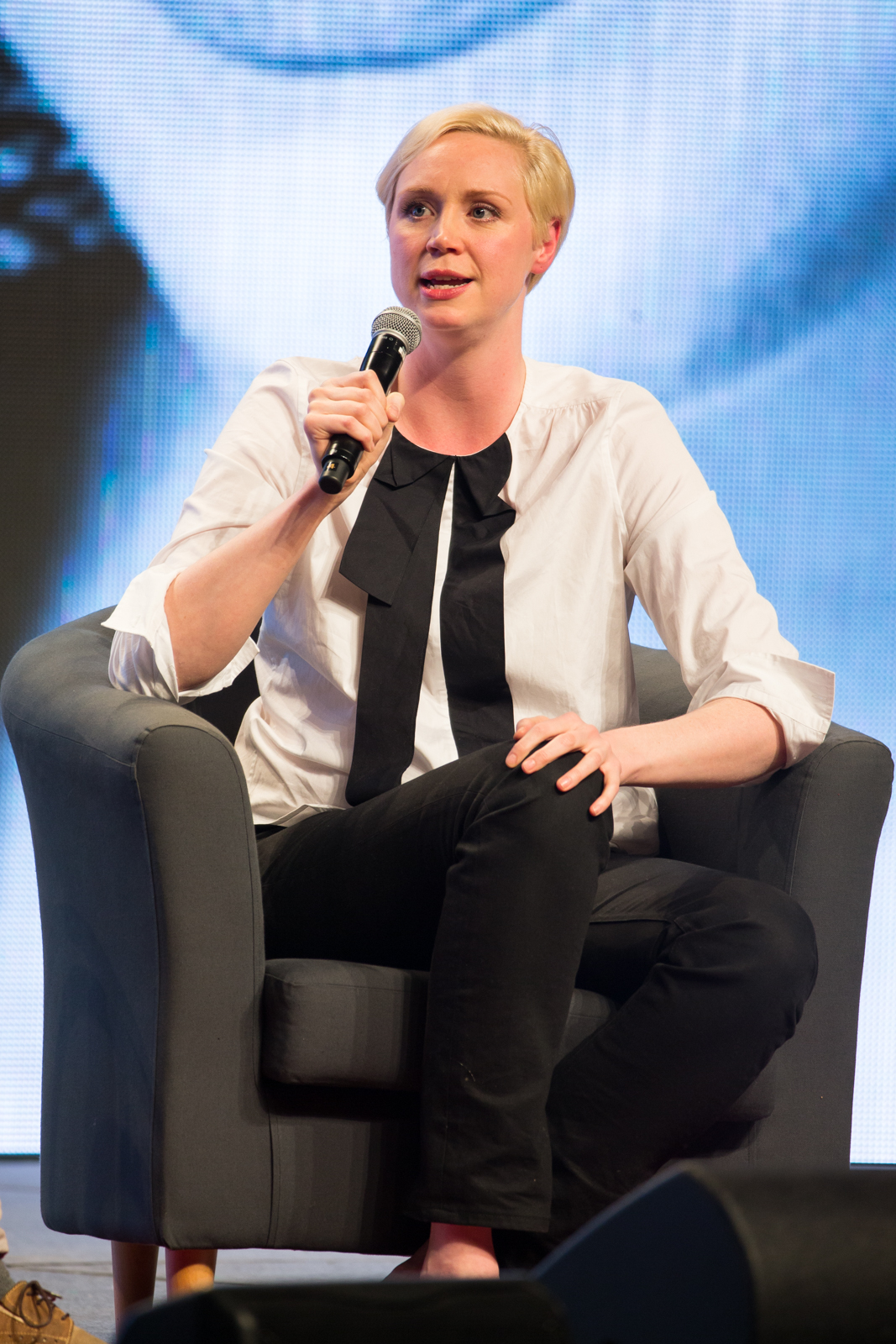
Gwendoline Christie (2015)

- 2009: Das Kabinett des Doktor Parnassus (The Imaginarium of Doctor Parnassus)
- 2010: The 7 Ages of Britain (Kurzfilm)
- 2012–2019: Game of Thrones (Fernsehserie, 42 Episoden)
- 2012–2013: Wizards vs Aliens (Fernsehserie, 26 Episoden)
- 2013: The Zero Theorem
- 2015: Die Tribute von Panem – Mockingjay Teil 2 (The Hunger Games: Mockingjay – Part 2)
- 2015: Star Wars: Das Erwachen der Macht (Star Wars: The Force Awakens)
- 2016: Absolutely Fabulous: Der Film (Absolutely Fabulous: The Movie)
- 2017: Top of the Lake (Fernsehserie, 6 Episoden)
- 2017: Star Wars: Die letzten Jedi (Star Wars: The Last Jedi)
- 2018: The Darkest Minds – Die Überlebenden (The Darkest Minds)
- 2018: Das blutrote Kleid (In Fabric)
- 2018: Willkommen in Marwen (Welcome to Marwen)
- 2019: David Copperfield – Einmal Reichtum und zurück (The Personal History of David Copperfield)
- 2019: The Friend
- 2022: Flux Gourmet
- 2022–2025: Sandman (The Sandman, Fernsehserie, 5 Episoden)
- 2022: Grünes Ei mit Speck (Green Eggs and Ham, Fernsehserie, 3 Episoden, Stimme)
- 2022: Wednesday (Fernsehserie, 8 Episoden)
- 2025: After This Death
- seit 2025: Severance (Fernsehserie)

### Videospiele
- 2016: Lego Star Wars: Das Erwachen der Macht
- 2017: Star Wars Battlefront II